# Waterschapshuis
Een waterschapshuis is een gebouw waarin het bestuur van een waterschap vergadert. In Nederland zijn door een reeks fusies nog slechts 24 waterschappen over (stand 2016) van de honderden die het land ooit kende. Veel waterschapshuizen hebben dan ook hun oorspronkelijke functie verloren.
Alternatieve benamingen zijn:
- Gemeenlandshuis. Deze naam wordt ook wel gebruikt voor de vergaderplaats van andere openbare besturen zoals bij de Erfgooiers en bij het Zandpad, een oude weg tussen Amsterdam en Utrecht.
- Polderhuis, gebruikt voor het bestuur van een polder.